# Boris Aleksandrovič Arbuzov
Boris Aleksandrovič Arbuzov (Novaja Aleksandrija, 4 novembre 1903, 22 ottobre del calendario giuliano – 6 novembre 1991) è stato un chimico sovietico.
Figlio di Aleksandr Erminingel'dovič Arbuzov, fu insegnante all'università di Kazan' dal 1938 e socio dell'Accademia delle Scienze dell'URSS dal 1953.
A lui si devono importanti ricerche che riguardano i terpeni, i composti organici fosforati, i dieni e l'analisi conformazionale.